# Château de Mursay
Le château de Mursay, situé sur la rive gauche de la Sèvre niortaise à Échiré, à 10 km au nord de Niort (Deux-Sèvres), était la résidence d'Agrippa d'Aubigné, grand-père de Madame de Maintenon (née Françoise d'Aubigné).

## Historique
Louise Arthemise d'Aubigné, plus communément appelée Madame de Villette, est née en 1584 et est décédée le 24 janvier 1663 au château de Mursay. Elle est la fille du poète Agrippa d'Aubigné et de Suzanne de Lusignan de Lezay. Elle est surtout connue pour avoir élevé sa nièce Françoise d'Aubigné, la future Madame de Maintenon. Marthe-Marguerite de Caylus y est également née en 1671.
En 1615 le château devient la propriété de Madame de Villette. Ses descendants le conservent jusqu’en 1759, date à laquelle la propriété est vendue à Antoine Martin, maître échevin de Niort. Habité régulièrement par la famille Martin jusqu’en 1920, il est en mauvais état à la fin des années 1930. Pour éviter qu'il ne tombe en ruines, la Société Historique des Deux-Sèvres demande son classement à l’Inventaire supplémentaire des monuments historiques, obtenu en 1952. En 1999, l'association Les amis du Château de Mursay voit le jour et se bat pour sa sauvegarde. Elle reçoit le soutien des membres de la Société Historique et de l’association des Amis d’Agrippa d’Aubigné. Le château est racheté en 2002 par la communauté d'agglomération du Niortais, la ville d’Échiré les bâtiments des communs et une partie de l’Allée du Roy, ce qui permet de lancer des travaux de consolidation.